# 马如璋
马如璋（1923年10月—），男，河南孟津人，中国金属物理学家，曾任北京钢铁学院教授、博士生导师、物理化学系副系主任。